# Obernau (Westerwald)
Obernau település Németországban, Rajna-vidék-Pfalz tartományban. Lakosainak száma 181 fő (2019. szeptember 30.).

## Népesség
A település népességének változása:
| Lakosok száma | 170  | 184  | 181  |
|               | 1975 | 2014 | 2019 |